# Rollmops
Rollmops er en tysk sildespecialitet, der stammer fra Berlin.
Rollmops tilberedes af sildefilet, som har ligget i en lage af eddike og salt i ca. 35 dage. Den færdigmarinerede filet rulles traditionelt omkring et fyld af agurk og løg, men fyldet kan undertiden også indeholde græskar, kapers, sennep, hvidkålssalat eller sauerkraut (surkål). Rollmopsen holdes sammen af et par træspyd, hvorfor det er sædvane at spise rollmopsen uden brug af bestik.
Rollmops findes også i en stegt og en røget variant, hvor sildefileten steges eller ryges, inden den rulles omkring fyldet.